# Eil (Köln)

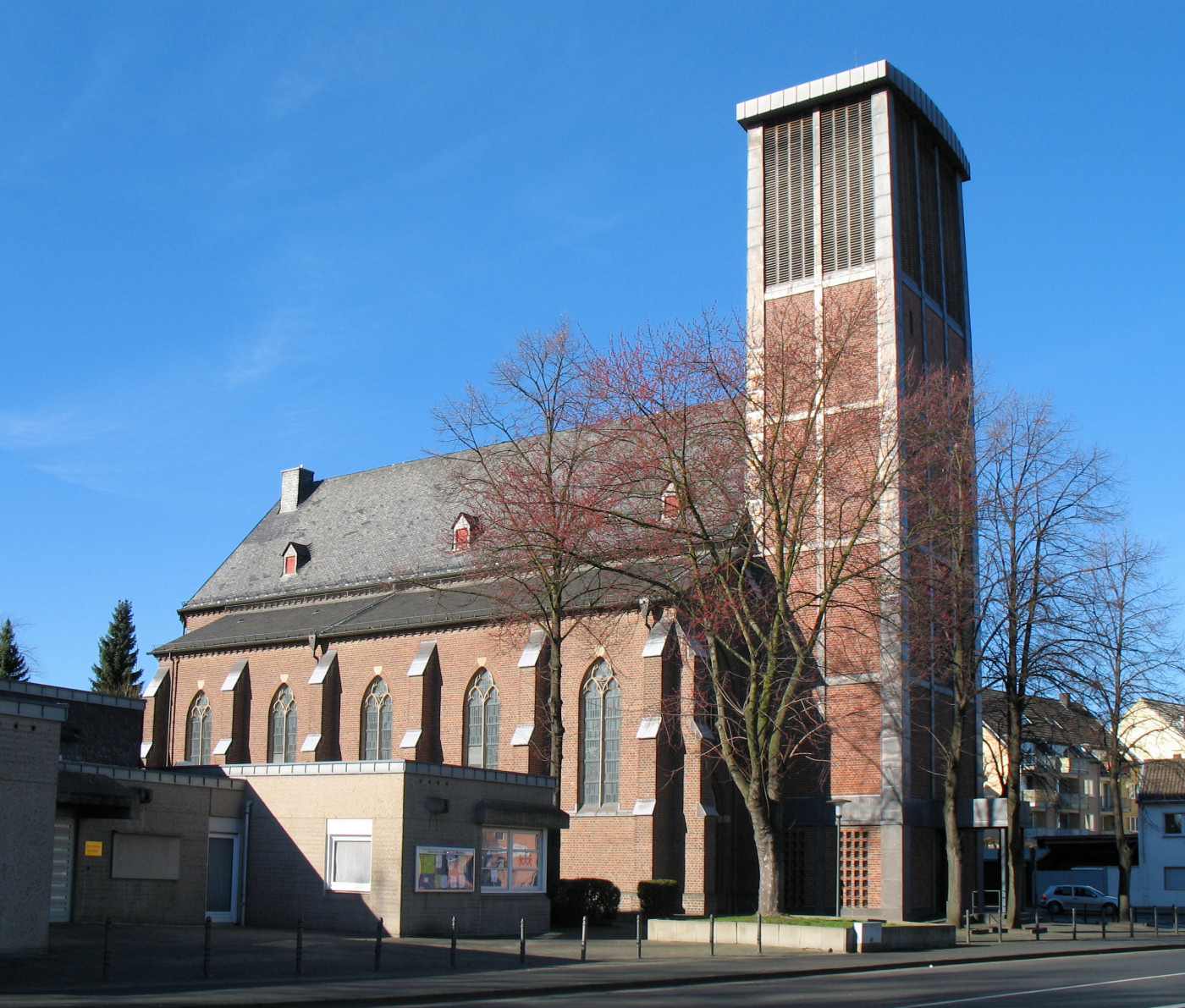
Kirche St. Michael (2007)

Eil ist ein Stadtteil im Südosten von Köln, er liegt im Stadtbezirk Porz. Mit 16,25 Quadratkilometern ist Eil der nach seiner Fläche größte Stadtteil von Köln.

## Ortsgliederung
Das Zentrum von Eil liegt im Südwesten des Ortes, im Norden schließt sich ein umfangreiches Industriegebiet an. Der Osten des Ortes umfasst große Teile des Naturschutzgebietes Wahner Heide, das Naherholungsgebiet um Gut Leidenhausen sowie das ummauerte, nicht öffentlich zugängliche Gelände von Schloss Röttgen.

## Geschichte und Entwicklung
Die erste urkundliche Erwähnung des Dorfes Eil stammt aus dem Jahr 1268. Die Bewohner waren damals sehr arm und verdienten ihren Lebensunterhalt als Tagelöhner auf den benachbarten Rittergütern Röttgen und Leidenhausen.
Seit dem Mittelalter gehörte Eil zum Amt Porz im Herzogtum Berg.
Im 19. Jahrhundert war Eil der größte Ort der Bürgermeisterei Heumar, verfügte aber über keine eigene Pfarrei. In den Jahren 1903 bis 1905 wurde die Kirche St. Michael nach Entwürfen des Kölner Architekten Theodor Kremer im neugotischen Stil erbaut. Erst 1917 wurde Eil eine eigene Pfarrei.
im Jahr 1906 wurde in Eil eine Freiwillige Feuerwehr gegründet. Die Löschgruppe Eil wurde mit der Eingemeindung in das Stadtgebiet der Stadt Köln in die Strukturen der Feuerwehr Köln überführt. Die Löschgruppe Eil innerhalb der Feuerwehr Köln existiert bis heute.
Nach der Zusammenlegung der Bürgermeistereien Heumar und Wahn gehörte der Ort zur Gemeinde Porz am Rhein, die 1951 die Stadtrechte erhielt. Von der Randlage im Stadtgebiet von Porz und den damit verbundenen großen Freiflächen profitierte der Ort in den 1960er-Jahren. Die Stadt wies ein Industriegebiet aus, auf dem sich aufgrund der günstigen Grundstückspreise viele Kölner Firmen, beispielsweise die Deutz AG, ansiedelten. Anfang der 1970er-Jahre baute man dort das erste große Einkaufszentrum im Kölner Raum namens Plaza (heute Real). Neben dem Einkaufszentrum befindet sich das Autokino Köln-Eil.
Eil wurde im Jahr 1975 als Teil der Stadt Porz am Rhein im Zuge der kommunalen Gebietsreform nach Köln eingemeindet.

## Bevölkerungsstatistik
Struktur der Bevölkerung von Köln-Eil (2021):
- Durchschnittsalter der Bevölkerung: 43,6 Jahre (Kölner Durchschnitt: 42,3 Jahre)
- Ausländeranteil: 20,5 % (Kölner Durchschnitt: 19,3 %)
- Arbeitslosenquote: 10,1 % (Kölner Durchschnitt: 8,6 %)

## Sehenswürdigkeiten
- Liste der Baudenkmäler im Kölner Stadtteil Eil

### Naherholungsgebiet Gut Leidenhausen

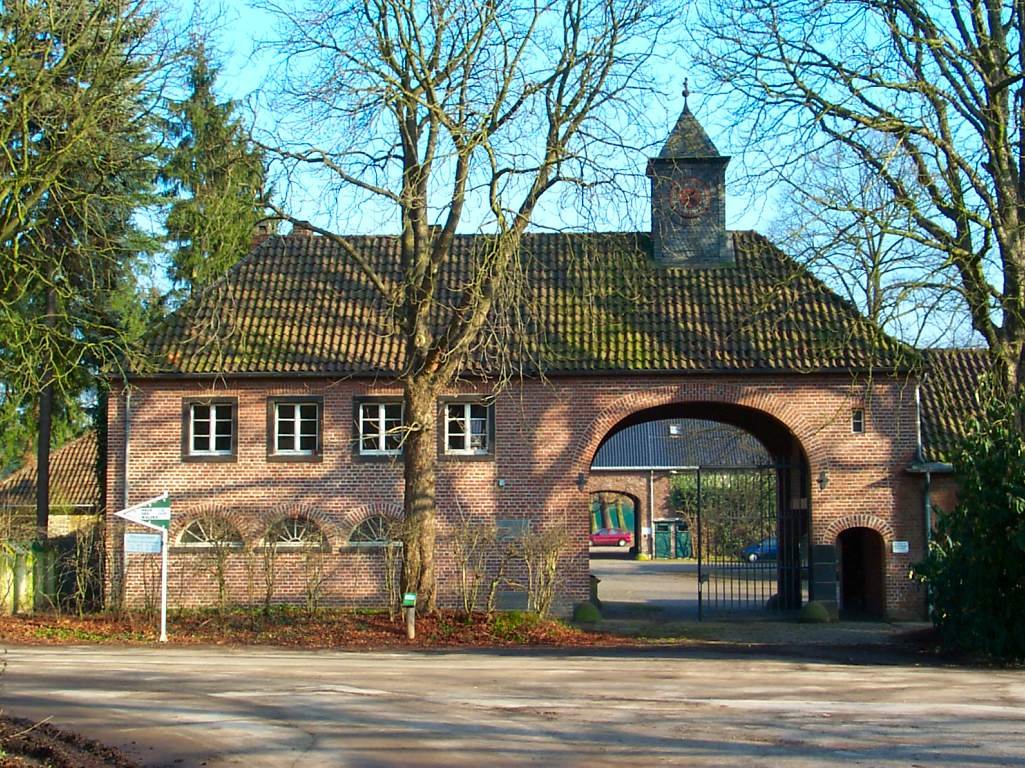
Gut Leidenhausen

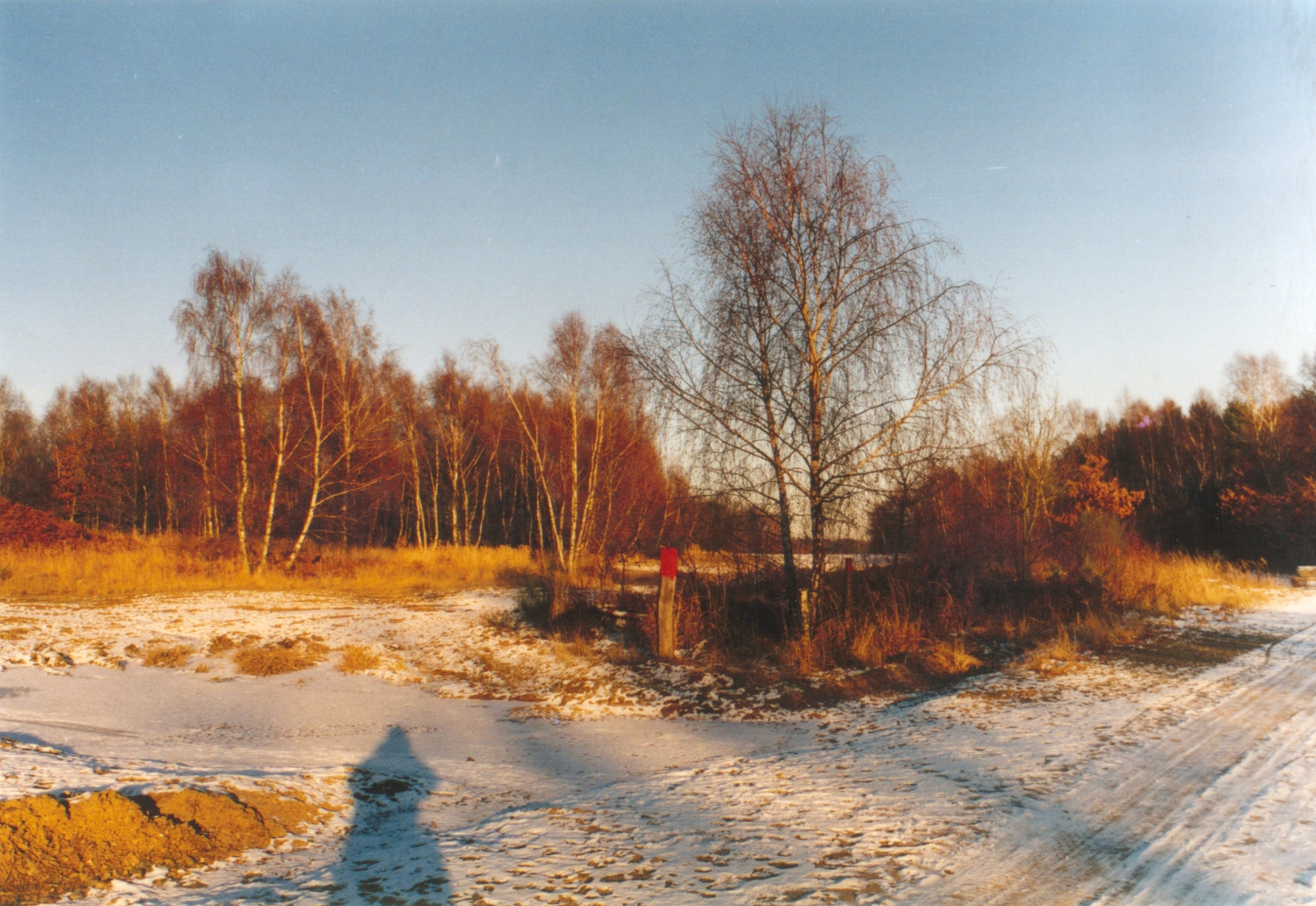
Wahner Heide (2002)

An das Gelände des Schlosses Röttgen grenzt das Naherholungsgebiet Gut Leidenhausen.
Dort befinden sich:
- der ehemalige Rittergutsitz
- die Greifvogelschutzstation der Schutzgemeinschaft Deutscher Wald Köln e. V.
- das Obstmuseum Köln
- das Haus des Waldes
- ein Wildgehege
- die Leidenhausener Pferderennbahn
- die Ausstellung „Natur ist anders – Kontraste“ des Heideportals Gut Leidenhausen e. V.

### Wahner Heide
Die Wahner Heide ist ein Naturschutzgebiet, das bis 2004 größtenteils als Truppenübungsplatz diente.

## Sport
Der Tischtennisverein Tischtennisvereinigung Grün-Weiß 1928 Porz-Eil e. V. wurde 1928 gegründet und gehört damit zu den ältesten Tischtennisvereinen in Nordrhein-Westfalen.

## Persönlichkeiten
- Bernhard Meller (1880–1971), römisch-katholischer Geistlicher und Bibliothekar